# Zemkorita
La zemkorita és un mineral de la classe dels carbonats. Rep el seu nom de l'acrònim de "Zemnoy Kory", l'Institut de l'escorça terrestre de l'Acadèmia de Ciències, secció de Sibèria, a Novosibirsk (Rússia).

## Característiques
La zemkorita és un carbonat de fórmula química Na₂Ca(CO₃)₂. Va ser aprovada com a espècie vàlida per l'Associació Mineralògica Internacional l'any 1985. Cristal·litza en el sistema hexagonal. Acostuma a trobar-se en forma granular massiva, en petites venes i farcint fractures; rarament com a agregats en forma de ventall de cristalls anèdrics, de fins a 0,5 mm. La seva duresa a l'escala de Mohs és 2. És un mineral dimorf de la nyerereïta. També és l'anàleg de sodi de la fairchildita. És molt probables que existeixi una solució sòlida entre les dues espècies, tal com es suggereix per la fórmula empírica actuals de les dues espècies. L'exemplar que va servir per a determinar l'espècie, el que es coneix com a material tipus, es troba conservat al Museu Mineralògic Fersmann, a Moscoum amb el número de registre 87573.
Segons la classificació de Nickel-Strunz, la zemkorita pertany a «05.AC: Carbonats sense anions addicionals, sense H₂O: carbonats alcalins i alcalinoterris» juntament amb els següents minerals: eitelita, nyerereïta, bütschliïta, fairchildita, shortita, burbankita, calcioburbankita, khanneshita i sanromanita.

## Formació i jaciments
Va ser descoberta l'any 1985 a la canonada Udachnaya-Vostochnaya, al camp de kimberlites de Daldyn-Alakit, a Sakhà (Rússia). També ha estat descrita a la kimberlita de Venkatampalle, al districte d'Anantapur (Andhra Pradesh, Índia). Es tracta dels dos únic indrets on ha estat descrita aquesta espècie mineral.